# Generoso Maceda
Generoso S. Maceda (Pagsanjan, 17 juli 1903 - 14 januari 1958) was een Filipijns antropoloog en ondernemer.

## Biografie
Generoso Maceda werd geboren op 17 juli 1903 in Pagsanjan in de Filipijnse provincie Laguna. Hij was de oudste van zeven kinderen van Pantaleon Maceda en Luisa Salvador. Maceda studeerde aan de University of the Philippines. In 1930 behaalde hij daar zijn bachelor-diploma en in 1932 voltooide hij een master-opleiding. Zijn thesis werd gepubliceerd onder de naam The Dumagats of Famy. Na zijn afstuderen was Maceda van 1933 tot de inval van de Japanners in de Tweede Wereldoorlog werkzaam als wetenschapper voor het National Museum of the Philippines. Daar werkte hij onder meer samen met de bekende Amerikaanse antropoloog Henry Otley Beyer.
Tijdens de oorlog vocht Maceda in de Slag om Bataan. Na de overgave van de USAFFE sloot hij zich aan bij de guerillabeweging op Luzon. Tegelijkertijd werkte hij nog voor het National Museum. Na de oorlog maakte hij in 1947 en 1948 deel uit van de Reparations Mission naar de Japanse hoofdstad Tokio. Na terugkeer stopte hij als wetenschapper en begon hij het bedrijf Guadalupe Lodging Co. en verwierf hij concessies voor houthakken in achtereenvolgens Bataan, Zambales, Palawan en Occidental Mindoro.
Maceda overleed in 1958 aan de gevolgen van een hartaanval. Hij was getrouwd met Consolacion Masilang en kreeg met haar drie kinderen. Zijn zoon Manuel nam na zijn dood de leiding over de onderneming over.